# Jorge Vieira

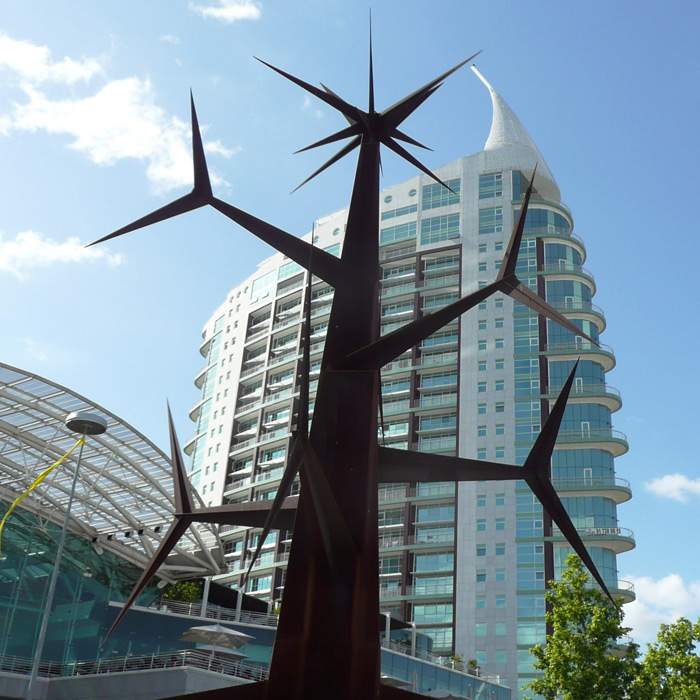
Homem-Sol, Parque das Nações, escultura para la Exposición Internacional de Lisboa, 1998.

Jorge Ricardo de la Conceição Vieira, conocido como Jorge Vieira (16 de noviembre de 1922, Lisboa - 1998, Estremoz) es un escultor portugués. 

## Datos biográficos
Nace en Lisboa, el 16 de noviembre de 1922, en la Rua Teófilo. Es hijo de Anibal Vieira y Alice Vieira.
Después de concluir el liceo, frecuenta, sin gran empeño, el Instituto Comercial y el Instituto Nacional de Educación Física. El padre le hace encontrarse con su destino, tomando la iniciativa, en 1941, al matricularle en la Escuela de Bellas Artes de Lisboa. Durante el periodo de 1944 a 1953, comienza por matricularse en Arquitectura y después en Escultura. Para su  formación fue fundamental el trabajo en los  talleres de António Duarte, Francisco Franco y António de la Rocha, habiendo  practicado con este último las  terracotas con  engobes, aspecto fundamental de su futura producción. Expone la primera vez en 1949 en la  SNBA.
En 1953 concurre al Concurso Internacional de Escultura promovido en Londres - “El  Prisionero Político Desconocido”. Es premiado y su obra expuesta en la Tate Gallery.
En 1957, realiza una escultura colgada en la fachada de la tienda Palissi Galvani (demolida en 2009), proyectada por los arquitectos portugueses Jorge Ferreira Chaves e Frederico Sant'ana, en la Calle Serpa Pinto, Chiado, Lisboa. 
En 1958 participa en la Feria Internacional de Bruxelas. Aquí es seleccionado para figurar en la exposición “50 ans d’Art Modern” siendo el único escultor portugués allí presente.
Obtiene en 1961 el Primer Premio de Escultura en la 2ª Exposición de Artes Plásticas de la Fundación Calouste Gulbenkian. En 1964, integrado como escultor en el equipo dirigido por Conceición Silva, obtiene el Primer Premio en el concurso para la valorización plástica del bloque de sustentación  norte del Puente sobre el Tajo.
En este año es apartado del Gabinete Técnico de Habitación por falta de confianza política y no es admitido para Profesor de Escultura de la Escuela de Bellas Artes de Lisboa por las mismas razones.
En 1976 es Primer Asistente en la Escuela de Bellas Artes de Oporto. En el año 1981 transita para la  Escuela de Bellas Artes de Lisboa.
Adquiere una casa en los  alrededores de Estremoz en 1982, donde va a trabajar siempre que le es posible. Jubilado en 1992 como Profesor de Escultura en la Escuela Superior de Bellas Artes de Lisboa.
En 1994 es inaugurado en Beja el “Monumento al Prisionero Político Desconocido”. Realiza un Grupo Escultórico para la Marina de Lagos.
En 1995 es efectuada una exposición retrospectiva de su obra en el Museo de Chiado. En este mismo año es inaugurada la Casa de las Artes Jorge Vieira en Beja. Dos años después realiza una escultura para la Expo '98 y en 1998 ejecuta una escultura para el Puente Vasco de Gama. Fallece en 1998 en Estremoz.
En 2000 es inaugurado el “Monumento al Mármore”, concebido en 1996 y ofrecido al municipio de Estremoz. Obras escultóricas y diseños suyos son integrados en el homenaje a Màrio Cesariny, efectuado en 2007 por el Museo Municipal de Estremoz.
En el 10º aniversario de su fallecimiento, en 2008, en la Galería Artecontempo es inaugurada la exposición "Cada Desenho um Amigo", realizada en colaboración con el Ayuntamiento de Estremoz, a través del Museu Municipal.

## Obras
Entre las mejores y más conocidas obras de Jorge Vieira se incluyen las siguientes:
- terracotas con  engobes
- El  Prisionero Político Desconocido. Expuesta en la Tate Gallery, inaugurado en 1994 en Beja
- Bloque de sustentación  norte del Puente sobre el Tajo.
- Grupo Escultórico para la Marina de Lagos.
- Homem-Sol , en el  Parque das Nações, escultura para la Exposición Internacional de Lisboa , 1998
- escultura para el Puente Vasco de Gama. 1998
- “Monumento al Mármore”, concebido en 1996  instalado en 2000 en Estremoz.
- Monumento à Liberdade, en Grândola, junto al Largo Catarina Eufémia, inaugurado el 25 de abril de 1999[1]

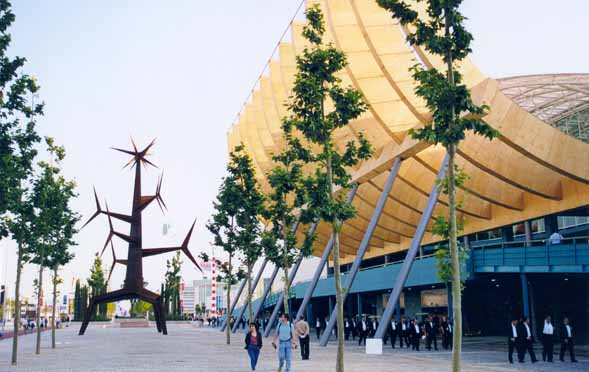
Hombre Sol.
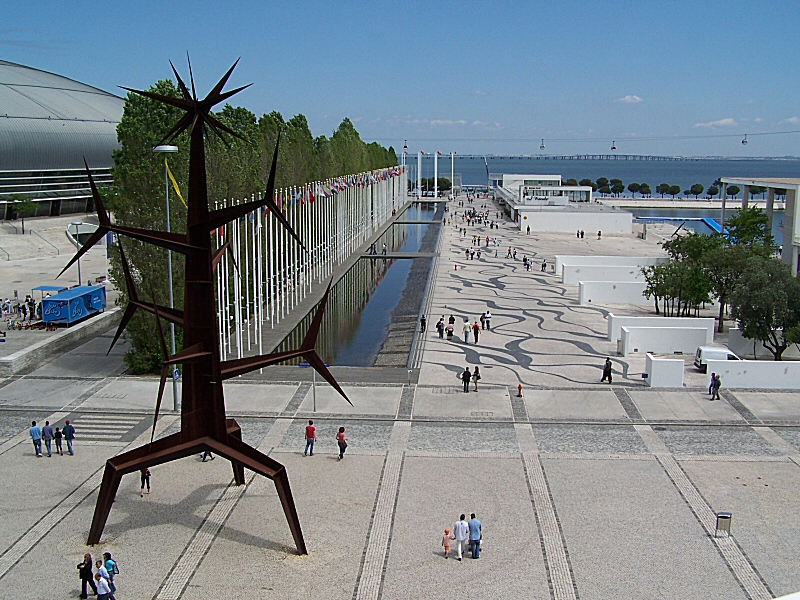
Hombre Sol.
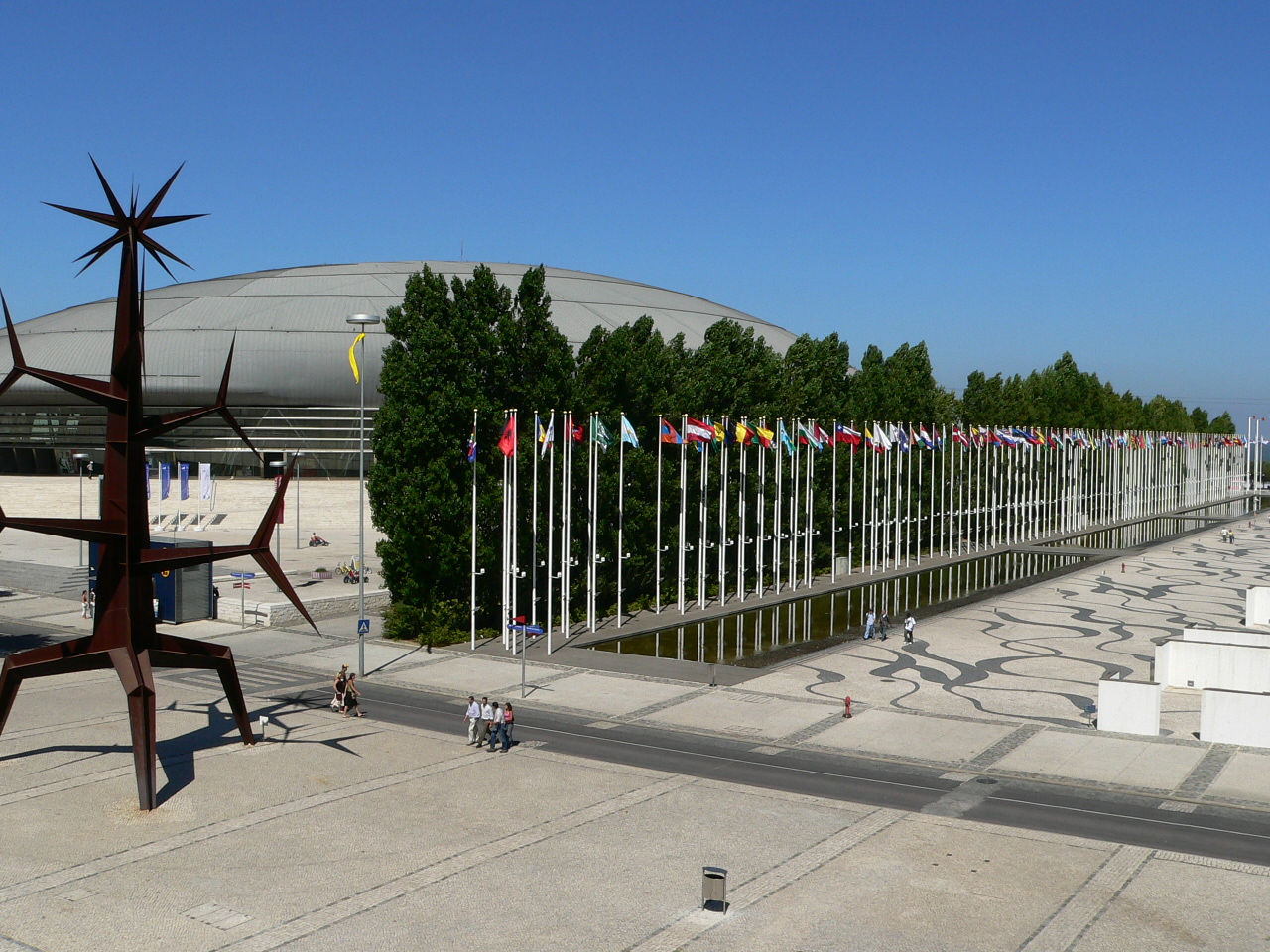
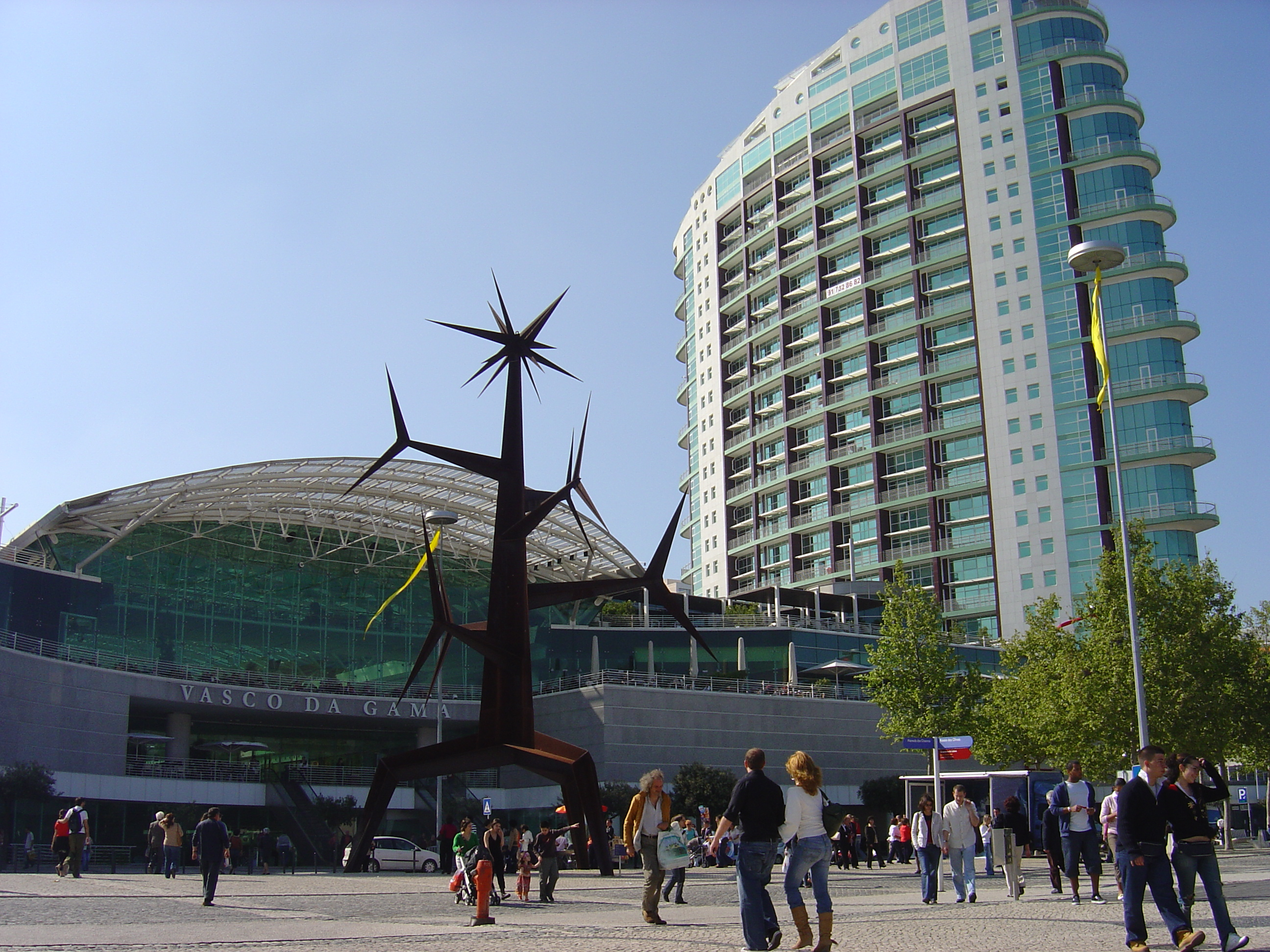